# 屈瑕
屈瑕（？—前699年），羋姓，屈氏，名瑕，蒲騷之戰以下三次戰役的元帥。

## 任將生涯

### 蒲騷之戰
楚武王四十年（公元前701年）的春季，楚武王為向東方拓展勢力，命莫敖屈瑕與貳、軫兩國結盟。地處貳、軫之間的鄖國為阻遏楚國勢力東進，在其邑蒲騷集結兵力，準備聯合隨、絞、州、蓼四國之軍攻楚，以破壞楚與貳、軫兩國的盟會。
當時鄖國的軍隊已經在蒲騷城郊駐紮兵營，準備與隨、絞、州、蓼四國聯合攻擊楚國。因此屈瑕感到非常憂慮，副將鬬廉進諫說：「鄖人駐軍其國城郊，必定自恃離城近而心存僥倖，又認為其餘四國之軍可朝發夕至，於是就更加輕敵沒有誡心了。假如您率領部分兵力駐於郊郢，作好抗擊五國軍隊的準備；而我則率精銳夜襲鄖人，鄖定必退回城中以等待援軍，奢望救援者必喪失鬥志。一旦擊敗為首的鄖師，便可輕取其餘四邑。」
初起屈瑕想請求楚武王增援，但鬬廉很反對地說：「戰鬥勝利在於眾志同心，而不在人多勢眾。在牧野之戰發生時，紂王率領數十萬兵卒卻因為部隊離心離德，而沒有打倒周武王同心協力的幾萬兵馬，您不是也知道這件事嗎 !」屈瑕仍然感到猶豫不決於是說:「那不然占卜看看再決定吧!」鬬廉此時堅定地說:「占卜是用來解決疑問的，這件事根本沒有懸念又何須占卜?」最後，屈瑕採用鬬廉所提供的計謀，而擊敗鄖國的軍隊於蒲騷，其餘四國懾於楚軍之威，不敢輕舉妄動，遂和貳、軫兩國訂立了盟約而還。

### 勸王而勝
楚武王四十一年（前700年）的夏季，楚武王親自討伐絞國，並且包圍其南門。屈瑕進諫：「絞乃小國力量輕微，力量輕微者定必寡謀，無謀者可以誘惑之。」而楚武王聽從他的意見，讓屈瑕遂派採樵者誘使絞人出城。首日，絞人獲三十人。次日，絞人爭出追逐楚役徒於山中，楚人斷其退路，伏兵自山上衝殺而下大敗絞人。

### 驕傲而敗
楚武王四十二年（前699年）的春季，楚武王使屈瑕為元帥伐羅國，鬬伯比為大軍送行後看著遠去的其車隊說：「莫敖必敗。走路都趾高氣揚的，他一定心浮氣躁。」於是提議楚武王多派軍隊，但楚武王並沒有答應。回到內廷後楚王將這件事告訴夫人鄧曼，鄧曼說：「鬬伯比所言並非只是要單純的增加軍隊人數，而是告誡您要誠信來安撫國民，以刑法來鎮攝普通官吏。屈瑕太過來滿足曾經的勝利，必將會自以為是，從而輕視羅國的力量。如果不加以訓誡，他定會放鬆警惕而不加防範。因此鬬伯比的本意是要您約束人民並好好地用誠信來安撫他們，召集官吏用美德來感化鼓勵他們；並召見屈瑕，讓他知道一旦兵敗上天是不會寬縱其過錯的。否則鬬伯比難道不知道部隊早已出發了嗎？」
楚武王恍然大悟才緊急派賴國人追趕卻沒有追上。果然臨陣時屈瑕先傳令軍中敢再勸阻的必定會受到刑罰，但軍隊凌亂地渡過鄢水（今湖北省襄陽市附近）進攻羅國，屈瑕因為輕敵不設防備，結果羅國與盧戎兩軍合擊楚師，楚師大敗。屈瑕率餘部撤至荒谷自縊身死，其他將領也囚在冶父等候處罰，而楚武王認為則認為是自己的過錯因此饒恕了這些將領。
楚武王以其子屈重繼任為莫敖。